# Imperialism cultural

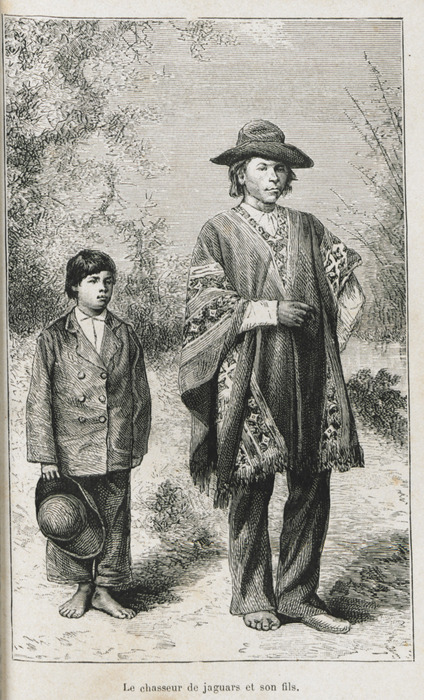
Un vânător de jaguari și fiul său, localnici ai regiunii Chaco Boreal. Tatăl continuă să poarte îmbrăcămintea tradițională specifică regiunii sale, în timp ce fiul a adoptat deja un stil vestimentar occidental.

Imperialismul cultural, numit și colonialism cultural cuprinde aspectele culturale ale imperialismului. „Imperialismul” se referă în acest caz la crearea și menținerea unor relații inegale între civilizații, în care cele mai influente dintre acestea sunt favorizate. Astfel, imperialismul cultural constă în promovarea și impunerea unei culturi, de regulă cea a unei națiuni puternice din punct de vedere politic, asupra unei societăți mai puțin influente; cu alte cuvinte, acesta reprezintă hegemonia culturală a țărilor industrializate sau influente din punct de vedere politic și economic, care stabilesc valorile culturale generale și impun standardele civilizațiilor din întreaga lume. Termenul este folosit cel mai adesea în domeniul istoriei, studiilor culturale și teoriei postcoloniale. De obicei, acesta se folosește în sens peiorativ, adesea în încercarea de a respinge o astfel de influență. Imperialismul cultural poate apărea sub diverse forme, precum o atitudine, o politică oficială sau o acțiune militară, atâta timp cât întărește hegemonia culturală. 

## Istoric și definiții ale termenului

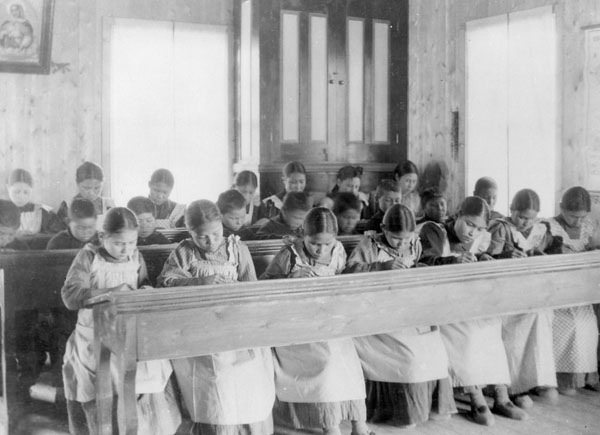
Copii indigeni care au fost luați de la părinți și plasați într-o școală rezidențială de tip occidental, care avea ca scop eliminarea limbii și culturii indigene și înlocuirea ei cu limba engleză și credințele creștine.

Deși Dicționarul Oxford al limbii engleze include o referință la „imperialismul cultural rusesc” din 1921, John Tomlinson susține, în cartea sa pe această temă, că termenul a apărut în anii 1960 și a reprezentat un subiect de cercetare încă din anii 1970. Termeni precum „imperialism mediatic”, „imperialism structural”, „dependență și dominație culturală”, „sincronizare culturală”, „colonialism electronic”, „imperialism ideologic” și „imperialism economic” sunt folosiți pentru a descrie aceeași noțiune de bază a imperialismului cultural.
Acest termen a fost definit de către numeroși academicieni. După cum a afirmat criticul american Herbert Schiller, „Conceptul actual [1975] de imperialism cultural descrie cel mai bine suma proceselor prin care o societate este integrată în sistemul mondial modern și modul în care stratul său dominant este atras, presat, forțat și uneori mituit să formeze instituții sociale care să corespundă, sau chiar să promoveze valorile și structurile centrului dominant al sistemului. Mass-media publică reprezintă principalul exemplu de întreprinderi folosite în procesul de pătrundere.Pentru o pătrundere la scară largă, mass-media trebuie să se supună la rândul său puterii dominante/pătrunzătoare. Acest lucru se realizează în special prin comercializarea radiodifuziunii.”
Tom McPhail a definit „Colonialismul electronic ca fiind o relație de dependență stabilită prin importarea echipamentului de comunicație, a programelor informatice fabricate în străinătate, precum și a inginerilor, tehnicienilor și a protocoalelor privind schimbul de informații, ce stabilesc în mod indirect o serie de norme, valori și expectanțe exterioare care pot afecta, într-o anumită măsură, culturile locale și procesele de socializare.” Sui-Nam Lee a observat că imperialismul informațional poate fi definit ca fiind procesul prin care dreptul de proprietate și controlul asupra echipamentului de comunicație și a programelor informatice ale mass-mediei, precum și asupra altor mijloace principale de comunicare dintr-o țară sunt subjugate în mod individual sau colectiv dominației unei alte țări, având efecte dăunătoare asupra valorilor, normelor și culturii autohtone.” Ogan a remarcat că „imperialismul mediatic este adesea descris ca fiind procesul prin care Statele Unite și Europa de Vest produc cea mai mare parte a produselor mass-media, obțin primele profituri din vânzările interne și apoi comercializează produsele în țările din lumea a treia, la prețuri mult mai mici decât cele pe care ar trebui să le suporte acestea pentru a fabrica produse similare proprii.”
După cum afirmă Downing și Sreberny-Mohammadi, „Imperialismul constă în cucerirea și controlarea unei țări de către una mai puternică. Imperialismul cultural semnifică acele dimensiuni ale procesului care transcend exploatarea economică sau forța militară. În istoria colonialismului, (și-anume, forma de imperialism în care guvernul coloniei este condus în mod direct de către autorități străine), sistemele educaționale și mass-media multor țări din lumea a treia au fost înființate ca replici ale celor din Marea Britanie, Franța sau Statele Unite, preluându-le valorile. Publicitatea occidentală a făcut mai multe incursiuni, asemenea stilurilor arhitecturale și vestimentare. Într-un mod subtil, dar vehement, s-a insinuat frecvent superioritatea culturilor occidentale față de cele din lumea a treia”. E de la sine înțeles că toți acești autori sunt de acord că imperialismul cultural promovează interesele anumitor cercuri din cadrul puterilor imperiale, adesea în detrimentul societăților țintă. 
În principal, problema imperialismului cultural a apărut în cadrul științelor comunicării. Cu toate acestea, cercetătorii au folosit imperialismul cultural drept context pentru a explica fenomenele din domeniul relațiilor internaționale, antropologiei, educației, științei, istoriei, literaturii și al sportului.

## Baze teoretice
Mulți dintre academicienii din prezent care folosesc termenul imperialism cultural s-au inspirat din lucrările lui Foucault, Derrida, Said și ale altor teoreticieni poststructuraliști și postcoloniști. În domeniul discursului postcolonial, imperialismul cultural poate fi considerat drept moștenirea culturală a colonialismului, sau o acțiune socială care contribuie la continuitatea hegemoniei occidentale. Cei din afara domeniului acestui discurs critică acest termen, considerându-l ca fiind neclar, neesențial și/sau contradictoriu. 

### Michel Foucault
Utilizarea termenului imperialism cultural a fost puternic influențată de opera filosofului și teoreticianului social francez Michel Foucault, în special de interpretarea sa filozofică asupra puterii și de conceptul de guvernalitate. 
Într-o interpretare asupra puterii similară cu cea a lui Machiavelli, Foucault definește puterea ca fiind imaterială, și-anume un „anumit tip de relație între indivizi” care implică poziții sociale strategice complexe, referitoare la capacitatea subiectului de a-și controla mediul și de a-i influența pe cei din jur. Potrivit lui Foucault, puterea este strâns legată de conceptul de adevăr. „Adevărul”, așa cum îl definește el, este un „sistem de proceduri ordonate privind producerea, reglementarea, distribuirea, circularea și utilizarea afirmațiilor”, care se află într-o „relație circulară” cu sistemele de putere. Prin urmare, „adevărul” este întotdeauna inerent sistemelor de putere, având un specific cultural inseparabil de ideologie, care  adesea coincide cu diverse forme de hegemonie. Imperialismul cultural poate fi un exemplu în acest sens. 
Interpretarea lui Foucault asupra guvernării este de asemenea foarte importantă în construirea teoriilor privind structura puterii transnaționale. În prelegerile sale de la Collège de France, Foucault adesea definește guvernalitatea ca fiind arta generală a „guvernării”, ce depășește concepția tradițională asupra guvernării în ceea ce privește mandatele statale, vizând și alte domenii, precum guvernarea „unor gospodării, suflete, copii, provincii, mănăstiri, ordine religioase, familii”. Acest lucru face referire în mod direct la tratatul lui Machiavelli despre păstrarea puterii politice cu orice preț, Principele, și la concepțiile menționate mai sus despre adevăr și putere ale lui Foucault (de exemplu, faptul că prin relațiile de putere se crează diverse subiectivități cu specific cultural, dând naștere unor forme de guvernanță specifice fiecărei culturi, precum guvernanța neoliberală.) 

### Edward Saïd
Inspirat de lucrările lui Noam Chomsky, Foucault și Antonio Gramsci, Edward Saïd este o personalitate fondatoare a postcolonialismului, fiind recunoscut datorită cărții Orientalism (1978), o critică umanistă asupra Iluminismului, în care vorbește despre percepția occidentală asupra „Orientului”—îndeosebi ce este și ce nu este „oriental“ din perspectiva englezilor și francezilor. Conform acesteia, „cunoașterea” declarată a dus apoi la tendințe culturale, la o opoziție binară a Orientului față de Occident, în care cele două concepte sunt definite în opoziție unul față de celălalt, având o valoare inegală. În Culture and Imperialism (Cultura și imperialismul) (1993), partea a doua a cărții Orientalism, Saïd sugerează că, în ciuda încheierii formale a „epocii imperiului” în urma celui de-al Doilea Război Mondial (1939–45), imperialismul colonial a lăsat o moștenire culturală popoarelor colonizate (anterior), care se regăsește în civilizațiile lor contemporane; și de aceea, imperialismul cultural are o influență puternică în sistemele internaționale de putere.

### Gayatri Chakravorty Spivak
Autodeclarată „practicantă a marxismului, feminismului și deconstrucționismului”, Gayatri Chakravorty Spivak a publicat o serie de lucrări care contestă „moștenirea colonialismului”, printre care A Critique of Postcolonial Reason: Towards a History of the Vanishing Present (O critică asupra rațiunii postcoloniale: către istoria prezentului pe cale de dispariție) (1999), Other Asias (Alte Asii) (2005) și „Can the Subaltern Speak?” („Au voie subalternii să vorbească?”) (1988).
În lucrarea „Can the Subaltern Speak?”, Spivak critică reprezentările comune ale practicii Sati din Occident pentru faptul că sunt controlate de alți autori decât participanții (în special colonizatori englezi și lideri hinduși). Din acest motiv, Spivak susține că subalternii, referindu-se la comunitățile care participă la Sati, nu sunt capabili să se reprezinte prin propria lor voce. Spivak consideră că imperialismul cultural are puterea de a elimina sau șterge cunoștințele și modul de educare a anumitor populații aflate la coada ierarhiei sociale.
Pe tot parcursul lucrării „Can the Subaltern Speak?”, Spivak citează lucrările lui Karl Marx, Michel Foucault, Walter Benjamin, Louis Althusser, Jacques Derrida și Edward Said, printre alții. 
În lucrarea A critique of Postcolonial Reason, Spivak susține că filozofia occidentală este cunoscută nu numai pentru excluderea subalternilor din discurs, ci și pentru faptul că nu le recunoaște în totalitate natura umană. 

## Opinii și dezbateri contemporane
Imperialismul cultural se poate referi fie la aculturarea forțată a unei populații dependente, fie la adoptarea voluntară a unei culturi străine de către indivizi care fac acest lucru din proprie voință. Deoarece acestea reprezintă semnificații complet diferite, validitatea termenului a fost pusă sub semnul întrebării. 
Influența culturală poate fi privită de către cultura „receptoare” fie ca o amenințare, fie o îmbogățire a identității sale culturale. Prin urmare, trebuie să existe o distincție între imperialismul cultural ca atitudine (activă sau pasivă) de superioritate și poziția unei culturi sau a unui grup care are ca scop dezvoltarea propriei producții culturale, considerată parțial deficitară, prin intermediul importurilor de produse. 
Produsele sau serviciile importate în sine pot reprezenta sau pot fi asociate cu anumite valori (cum ar ficonsumerismul). Conform unei opinii, cultura „receptoare” nu percepe neapărat această legătură, ci asimilează în mod pasiv cultura străină prin utilizarea bunurilor și serviciilor acesteia. Datorită naturii sale discrete, dar foarte puternice, această ipoteză este descrisă de către unii experți ca „imperialism banal”. De exemplu, se consideră că, deși „companiile americane sunt acuzate că urmăresc să controleze 95 la sută dintre consumatorii lumii”, „imperialismul cultural implică mult mai mult decât simple bunuri de consum; acesta implică diseminarea principiilor americane, precum libertatea și democrația”, un proces care „poate părea atrăgător”, dar care „maschează un adevăr înspăimântător: multe culturi din întreaga lume dispar sub influența copleșitoare a Americii corporative și culturale”.
Unii consideră că globalizare recentă a economiei de la sfârșitul secolului al XX-lea și începutul secolului XXI a facilitat acest proces prin utilizarea noilor tehnologii informaționale. Acest tip de imperialism cultural derivă din așa-zisa „soft power” („putere blândă”). Teoria colonialismului electronic extinde acest fenomen asupra problemelor culturale globale și a impactului marilor conglomerate multimedia, de la Viacom, Time-Warner, Disney, News Corp, la Google și Microsoft, punând accent pe puterea hegemonică a acestor mari companii digitale, preponderent americane. 

### Diversitatea culturală
Unul dintre principalele motive de rezistență împotriva oricărei forme de imperialism cultural, voluntar sau involuntar, îl reprezintă conservarea diversității culturale, un obiectiv văzut de unii ca fiind asemănător conservării biodiversității. Adepții acestei opinii susțin că o astfel de diversitate este valoroasă în sine, pentru păstrarea moștenirii și a cunoștințelor istorice umane, sau din punct de vedere instrumental, deoarece pune la dispoziție mai multe modalități de soluționare a problemelor și de a reacționa la catastrofele naturale sau de altă natură. 

### Opinii privind colonizarea Africii
Dintre toate zonele lumii despre care cercetătorii au pretins că sunt afectate în mod negativ de imperialism, Africa este probabil cea mai reprezentativă. În „epoca imperialismului”, aflată în expansiune în secolul al XIX-lea, savanții au susținut că fenomenul colonizării europene a Africii a dus la eliminarea multor culturi, viziuni asupra lumii și epistemologii, în special prin neocolonizarea educației publice. Acest lucru a cauzat, fără îndoială, o dezvoltare neuniformă și a dus la aparțitia altor mijloace informale de control social, legate de cultură și imperialism.  Cercetătorii susțin că există o serie de factori care duc la eliminarea culturilor, a viziunilor asupra lumii și a epistemologiilor, cum ar fi „de-lingvizarea” (înlocuirea limbilor native africane cu cele europene), devalorizarea ontologiilor care nu sunt individualiste în mod explicit, și, uneori, nu numai definirea culturii occidentale în sine ca știință, ci și convingerea că abordările non-occidentale asupra științei, artelor, culturii autohtone, etc. nu reprezintă cunoștințe. Ali A. Abdi susține că imperialismul „implică în mod inerent regimuri interactive și contexte puternice de deformare a identității, recunoaștere greșită, pierderea stimei de sine și existența îndoielii individuale și sociale asupra autoeficacității.”(2000: 12) Prin urmare, orice formă de imperialism în sine ar avea întotdeauna implicații culturale. 

### Legături cu neoliberalismul
Neoliberalismul este adesea criticat de sociologi, antropologi și cercetători din domeniul studiilor culturale pentru caracterul său imperialist din punct de vedere cultural. Unii critici ai neoliberalismului susțin că acesta reprezintă noua formă predominantă a imperialismului. Alți cercetători, precum Elizabeth Dunn și Julia Elyachar, au susținut că neoliberalismul necesită și creează propria sa formă de guvernalitate.
În lucrarea sa, Privatizing Poland (Privatizarea Poloniei), Dunn susține că extinderea corporației multinaționale Gerber în Polonia în anii 90 a impus guvernalități, ideologii și epistemologii occidentale neoliberale asupra persoanelor angajate în perioada post-sovietică. Conflictele culturale au fost cauzate în special de politicile individualiste inerente companiei, precum promovarea concurenței în schimbul cooperării dintre angajați și de puternica opoziție a companiei față de ceea ce proprietarii acesteia au considerat a fi luare de mită. 
În lucrarea intitulată Markets of Dispossession (Piețe de deposedare), Elyachar se concentrează pe modalitățile prin care statul, împreună cu ONG-urile și INGO-urile din Cairo au promovat guvernalitatea neoliberală prin scheme de dezvoltare economică ce vizau „tinerii microîntreprinzători”. Tinerii microîntreprinzătorii primeau mici împrumuturi pentru a-și întemeia propriile afaceri, conform modului în care se presupune că funcționează microfinanțarea. Elyachar susține însă că aceste programe nu numai că au fost un eșec, dar au schimbat opiniile culturale asupra valorii (personale și culturale), în favoarea modelului occidental de existență și gândire. 

### Legături cu studiile de dezvoltare
Adesea, metodele de promovare a dezvoltării și a dreptății sociale sunt criticate pentru natura lor imperialistă din punct de vedere cultural. De exemplu, Chandra Mohanty a criticat feminismul occidental, afirmând că acest fenomen a creat o imagine greșită a „femeii din lumea a treia”, prezentând-o ca fiind complet neputincioasă, incapabilă să reziste dominației masculine. Astfel, acest lucru duce la scenariul adesea criticat în care „bărbatul alb” protejează „femeia de culoare” de „bărbatul de culoare”. Alte critici mai radicale asupra studiilor de dezvoltare fac referire la domeniul de studiu în sine. Unii cercetători chiar pun la îndoială intențiile celor care contribuie la dezvoltarea acestui domeniu, susținând că eforturile de „dezvoltare” a Sudului Global nu au vizat niciodată Sudul în sine. În schimb, se consideră că aceste eforturi au fost făcute pentru a stimula dezvoltarea Occidentului și pentru a consolida hegemonia occidentală.

### Legături cu studii asupra efectelor mass-media
Nucleul teoriei imperialismului cultural este integrat în abordarea tradițională a economiei politice din cadrul cercetării efectelor mass-media. În general, criticii imperialismului cultural susțin că societățile non-occidentale, în special cele din lumea a treia, renunță la valorile lor tradiționale și își pierd identitatea culturală atunci când sunt expuse exclusiv mass-mediei occidentale. Cu toate acestea, Michael B. Salwen, în cartea sa, intitulată Critical Studies in Mass Communication (Studii critice de comunicare în masă) (1991), susține că interevaluarea și aplicarea descoperirilor empirice asupra influențelor imperialismului cultural este crucială pentru înțelegerea mass-mediei la scară internațională. Autorul recunoaște ambele contexte contradictorii în ceea ce privește impactul imperialismului cultural. Primul context este cel în care imperialismul cultural impune disfuncționalități socio-politice asupra națiunilor în curs de dezvoltare. Mass-media occidentală poate denatura imaginea unor culturi străine și poate provoca, în anumite cazuri, conflicte personale și sociale în cadrul națiunilor în curs de dezvoltare. Un alt context este acela că popoarele din țările în curs de dezvoltare opun rezistență mass-mediei străine și își păstrează atitudinile culturale. Autorul admite că deși pot fi adoptate manifestări exterioare ale culturii occidentale, valorile și comportamentele de bază rămân neschimbate. În plus, se pot produce efecte pozitive atunci când culturile patriarhale promovează „eliberarea” femeilor expuse mass-mediei occidentale și încurajează schimburile culturale ample.

### Critici asupra „teoriei imperialismului cultural”
Criticile cercetătorilor asupra imperialismului cultural au fost, la rândul lor, supuse multor critici. Imperialismul cultural este un termen folosit numai în discuțiile în care relativismul cultural și constructivismul sunt considerate a fi general valabile. (Promovarea valorilor occidentale nu poate fi criticată, dacă aceste valori sunt considerate a fi în totalitate corecte. În mod similar, nu se poate argumenta că epistemologia occidentală este promovată pe nedrept în societățile non-occidentale, dacă se consideră că aceste epistemologii sunt în totalitate corecte.) Prin urmare, cei care nu sunt de acord cu relativismul cultural și/sau constructivismul pot critica utilizarea termenului imperialism cultural în relație cu acești termeni. 
John Tomlinson oferă o critică a teoriei imperialismului cultural și dezvăluie câteva probleme majore în modul în care este tratată ideea de imperialism cultural, spre deosebire de cel economic sau politic. În cartea sa, Cultural Imperialism: A Critical Introduction (Imperialismul cultural: o introducere critică), autorul aprofundează mult dezbătuta teorie a „imperialismului mediatic”. Rezumând cercetările privind modul în care emisiunile de televiziune sunt receptate în lumea a treia, acesta contestă argumentul imperialismului cultural, exprimându-și îndoielile cu privire la măsura în care emisiunile americane difuzate în țările în curs de dezvoltare promovează valorile naționale și îmbunătățesc profiturile companiilor americane. Tomlinson susține că imperialismul cultural se dezvoltă în anumite privințe, dar că transformarea locală și interpretările produselor mass-media importate sugerează prezența diversificării culturale în cadrul societății globale. Acesta explică faptul că una dintre principalele greșeli conceptuale în ceea ce privește imperialismul cultural este ideea că distribuția bunurilor culturale poate fi considerată o formă de dominație culturală. El își susține argumentul criticând vehement conceptul potrivit căruia americanizarea se produce prin distribuirea globală a produselor americane de televiziune. Acesta aduce o multitudine de exemple ale rețelelor de televiziune care au reușit să-și domine piețele interne și susține că programele naționale obțin, în general, cele mai mari audiențe. De asemenea, acesta pune la îndoială conceptul potrivit căruia agenții culturali sunt receptori pasivi de informații. El afirmă că deplasarea între zonele culturale/geografice implică întotdeauna traducere, mutație, adaptare și crearea hibridității. 
Alte critici majore susțin că termenul este ambiguu, implicând și alți termeni care nu sunt bine definiți și, astfel, nu are putere explicativă, că imperialismul cultural este greu de măsurat și că teoria unei moșteniri a colonialismului nu este întotdeauna valabilă.

### Rothkopf, despre confruntarea cu dominanția culturală
David Rothkopf, directorul companiei Kissinger Associates și profesor adjunct de afaceri internaționale la Universitatea Columbia (care a ocupat și funcția principală a Departamentului de Comerț american în Administrația Clinton), a scris despre imperialismul cultural în cartea sa, intitulată provocator In Praise of Cultural Imperialism? (În cinstea imperialismului cultural?) și publicată în ediția de vară a revistei Politica externă, din 1997. Rothkopf susține că Statele Unite ar trebui să îmbrățișeze „imperialismul cultural” în favoarea propriilor interese. Însă definiția sa privind imperialismul cultural subliniază răspândirea valorilor precum toleranța și deschiderea față de schimbările culturale pentru a evita războaiele și conflictele dintre culturi, precum și extinderea standardelor tehnologice și legale acceptate pentru a oferi comercianților individuali suficientă siguranță pentru a face afaceri cu mai multe țări. Definiția lui Rothkopf implică aproape în mod exclusiv libertatea persoanelor din alte țări să accepte sau să respingă influențele culturale externe. De asemenea, el menționează faptul că utilizarea limbii engleze și consumul de știri, muzică și filme reprezintă o formă de dominație culturală pe care o susține. În plus, Rothkopf susține că globalizarea și internetul accelerează procesul de influență culturală.
Cultura este folosită uneori de organizatorii societății—politicieni, teologi, academicieni și familii—pentru a impune și asigura ordinea, ale cărei noțiuni fundamentale se schimbă în timp, în funcție de necesități. Să luăm ca exemplu genocidele din secolul al XX-lea. În fiecare dintre aceste cazuri, liderii au folosit cultura ca front politic pentru a alimenta pasiunea armatelor și a altor protejați și pentru a-și justifica acțiunile față de popoarele lor. 
Rothkopf citează apoi genocidele și masacrele din Armenia, Rusia, Holocaust, Cambodgia, Bosnia și Herțegovina, Rwanda și Timorul de Est ca exemple de culturi (în unele cazuri, exprimate prin ideologia de „culturi politice” sau religii) care au fost profanate pentru a justifica violența. El recunoaște, de asemenea, că imperialismul cultural din trecut a dus la eliminarea forțată a culturilor băștinașilor din America și din Africa, lucru cauzat și prin utilizarea Inchiziției, precum „și pe durata expansiunii fiecărui imperiu.”. Potrivit lui Rothkopf, cel mai eficient mod de a face față influenței culturale în orice națiune este de a promova toleranța și de a permite sau chiar încuraja diversitățile culturale compatibile cu toleranța, eliminând diferențele culturale care pot provoca un conflict violent: 
Societățile multiculturale de succes, fie că sunt națiuni, federații sau alte conglomerate ale unor state interdependente, discern acele aspecte ale culturii care nu amenință unitatea, stabilitatea sau prosperitatea (precum mâncarea, sărbătorile, ritualurile și muzica) și le permit să înflorească. Pe de altă parte, ele contracarează sau elimină elementele subversive ale culturii (aspecte de excludere a religiei, limbii și credințelor politice/ideologice). Istoria arată că pentru a elimina cu succes lacunele culturale și pentru a găzdui diverse popoare este nevoie de anumite structuri sociale, legi și instituții care transcend cultura. În plus, istoria mai multor experimente în curs de desfășurare în domeniul multiculturalității, precum cele din Uniunea Europeană, India, Africa de Sud, Canada și Statele Unite, sugerează existența unor modele integrative viabile, dacă nu chiar perfecționate. Fiecare dintre acestea se bazează pe ideea că toleranța este crucială pentru bunăstarea socială, fiind uneori amenințate atât de intoleranță, cât și de accentuarea puternică a distincțiilor culturale. Punerea binelui public deasupra oricăror alte interese garantează eliminarea acelor caracteristici culturale care promovează conflictul sau împiedică armonia, chiar și atunci când diferențele culturale mai puțin dezbinatoare și mai izolate sunt sărbătorite și păstrate.
Dominanția culturală poate fi observată și în anii 1930 în Australia, unde politica de asimilare a populației aborigene a acționat ca o încercare de a elimina populația autohtonă a Australiei. Coloniștii britanici au încercat să modifice biologic culoarea pielii aborigenilor australieni prin reproducerea mixtă cu oamenii albi. De asemenea, această politică a încercat să-i forțeze pe aborigeni să se supună modelului vestic în ceea ce privește stilul vestimentar și educația.
Deși termenul a fost popularizat în anii 1960 și folosit de susținătorii inițiali pentru a se referi la hegemoniile culturale din societatea post-colonială, imperialismul cultural a fost folosit și pentru a face referire la vremurile unui trecut mai îndepărtat. 

### Grecia antică
Grecii antici sunt cunoscuți pentru răspândirea propriei culturi în Mediterana și Orientul Apropiat prin intermediul comerțului și al cuceririlor. În perioada arhaică, orașele-stat grecești aflate în plină expansiune au înființat așezări și colonii de-a lungul Mării Mediterane, în special în Sicilia și sudul Italiei, influențând popoarele etrusce și romane din regiune. La sfârșitul secolului al IV-lea î.Hr., Alexandru cel Mare a cucerit teritoriile persane și indiene până la valea râulului Indus și Punjab, răspândind astfel religia, arta și știința păgână grecească. Acest lucru a favorizat ascensiunea imperiilor și a orașelor elenistice din Egipt, Orientul Apropiat, Asia Centrală și India de Nord-Vest, unde cultura greacă s-a contopit cu cea a popoarelor indigene. Influența greacă a predominat și mai mult timp în domeniul științei și al literaturii, în care cercetătorii musulmani medievali din Orientul Mijlociu au analizat scrierile lui Aristotel în scopul investigării științifice. 

### Roma antică
Imperiul Roman a fost, de asemenea, un exemplu timpuriu al imperialismului cultural. 
În timpul cuceririi Italiei, Roma antică a asimilat popoarele din Etruria prin înlocuirea limbii etrusce cu latina, ceea ce a dus la dispariția acestei limbi și a multor aspecte ale civilizației etrusce.
Romanizarea culturală a avut loc în numeroase zone ale Imperiului Roman prin „impunerea forțată a culturii romane asupra mai multor regiuni, ca formă de imperialism cultural”. De exemplu, când Grecia a fost cucerită de armatele romane, cultura greacă a fost supusă unor schimbări pentru a se conforma idealurilor romane. De exemplu, obiceiul grecilor de a se dezbrăca, în public, pentru a face mișcare, nu a fost bine primit de către scriitorii romani, care considerau această practică drept o cauză a efeminării și a înrobirii grecilor. Exemplul roman a fost asociat cu imperialismul european modern din țările africane, cele două cazuri fiind corelate cu conceptul „semnificațiilor goale” al lui Slavoj Zizek. 
Pax Romana (Pacea romană) a fost asigurată în imperiu în mare parte prin „aculturarea forțată a popoarelor, variate din punct de vedere cultural, pe care Roma le cucerise”.

### Imperiul Britanic
Expansiunea globală a Marii Britanii în secolele al XVIII-lea și al XIX-lea a reprezentat un fenomen economic și politic. Cu toate acestea, „a existat și o puternică dimensiune socială și culturală, pe care Rudyard Kipling a numit-o „povara omului alb”. Unul dintre modurile prin care s-a realizat acest lucru a fost, printre altele, prozelitismul religios al Societății Misionare Londoneze, care a reprezentat „un agent al imperialismului cultural britanic”. Un alt mod a fost impunerea de materiale educaționale în colonii, pentru a crea o „programă școlară imperialistă”. După cum afirmă Robin A. Butlin, „Promovarea imperiului prin cărți, materiale ilustrative și programe educaționale era larg răspândită, făcând parte dintr-o politică educațională orientată către imperialismul cultural”. Acest lucru era valabil și în cazul științei și tehnologiei din imperiu. Douglas M. Peers și Nandini Gooptu afirmă că „În prezent, majoritatea cercetătorilor științifici din coloniile din India preferă să sublinieze modul în care știința și tehnologia funcționau în slujba colonialismului, atât ca „instrument al imperiului” în sensul practic, cât și ca intermediar al imperialismului cultural. Cu alte cuvinte, știința din India s-a dezvoltat în moduri care reflectau prioritățile coloniale, favorizându-i pe europeni în detrimentul indienilor, însă fiind în continuare dependentă și subordonată autorităților științifice din metropola coloniilor respective.”
Analiza lui Edward Said asupra imperialismului cultural s-a bazat pe un studiu al Imperiului Britanic. Potrivit lui Danilo Raponi, efectele imperialismului cultural al britanicilor din secolul al XIX-lea nu s-au limitat doar la Imperiul Britanic. După cum scrie acesta, „Parafrazându-l pe Said, privesc imperialismul cultural ca pe o hegemonie culturală complexă a unei țări, Marea Britanie, care în secolul al XIX-lea nu avea rivali în ceea ce privește capacitatea sa de a-și exercita puterea în întreaga lume și de a influența aspectele culturale, politice și comerciale din majoritatea țărilor. Este „hegemonia culturală” a unei țări a cărei putere de a exporta ideile și conceptele fundamentale aflate la baza percepției sale asupra „civilizației” nu cunoștea, practic, nicio limită.” În acest sens, Raponi include Italia ca exemplu.

### Alte exemple anterioare celui de-al Doilea Război Mondial
New Cambridge Modern History scrie despre imperialismul cultural al Franței napoleoniene. Napoleon a folosit Institutul Francez „ca un instrument de transformare a universalismului francez în imperialism cultural”. Membrii Institutului (care l-au inclus pe Napoleon), s-au năpustit asupra Egiptului în 1798. „La sosire s-au organizat într-un Institut din Cairo. Piatra din Rosetta este cea mai cunoscută descoperire a lor. Știința egiptologiei este moștenirea lor.”
După Primul Război Mondial, germanii erau îngrijorați de extinderea influenței franceze în Renania anexată, odată cu ocupația franceză a văii Ruhrului în 1923. O utilizare timpurie a termenului a apărut într-un eseu al lui Paul Ruhlmann (cunoscut ca „Peter Hartmann”) la acea dată, intitulat French Cultural Imperialism on the Rhine (Imperialismul cultural francez pe Rin).

### Colonialismul nazist
Imperialismul cultural a fost folosit și în contextul extinderii influenței Germaniei, condusă de naziști la mijlocul secolului al XX-lea. Alan Steinweis și Daniel Rogers afirmă că, înainte de venirea naziștilor la putere, „În Republica de la Weimar, specialiștii academici germani din Europa de Est contribuiseră deja prin publicațiile și programele lor de învățământ la legitimizarea revanșismului teritorial german și a imperialismului cultural. Acești cercetători au activat în special în discipline precum istoria, economia, geografia și literatura.”
În domeniul muzicii, Michael Kater a afirmat că în timpul ocupației germane din Franța în cel de-al Doilea Război Mondial, Hans Rosbaud, un dirijor german stabilit la Strasbourg de către regimul nazist, a devenit „cel puțin nominal, un slujitor al imperialismului cultural nazist îndreptat împotriva francezilor”.
În Italia, în timpul războiului, Germania a urmărit „un front cultural european care gravita în jurul culturii germane”. Ministrul propagandei naziste, Joseph Goebbels, a înființat Uniunea Europeană pentru Literatură, „unul dintre cele mai ambițioase proiecte ale lui Goebbels privind hegemonia culturală nazistă. Deși părea un mijloc de a aduna autori din Germania, Italia și din țările ocupate pentru a planifica viața literară a noii Europe, uniunea a devenit în scurt timp un instrumet al imperialismului cultural german.”
Pentru alte părți ale Europei, Robert Gerwarth, în lucrarea sa despre imperialismul cultural și despre Reinhard Heydrich, afirmă că „proiectul de germanizare al naziștilor s-a bazat pe un program de discriminare rasială, furt, expulzare și crimă” fără precedent în istorie. De asemenea, „Integrarea completă a Protectoratului [Boemiei și Moraviei] în această Nouă Ordine Mondială a impus germanizarea completă a vieții culturale a Protectoratului și eradicarea culturii autohtone cehe și evreiești”.
Acțiunile Germaniei naziste reflectă importanța rolului pe care noțiunea de rasă și cultură îl joacă în cadrul imperialismului. Concepția conform căreia există o distincție între germani și evrei a creat germanilor iluzia că sunt superiori evreilor, precum și noțiunea de noi/ei și sine/celălalt.

### Americanizarea
Termenii „McDonaldizare”  și „Cocacolonizare”  au fost inventați pentru a descrie răspândirea influenței culturale occidentale. 

## Legături externe
- „In Praise of Cultural Imperialism?”, de David Rothkopf, Foreign Policy nr. 107, ediția de vară 1997, pp. 38–53, care susține că imperialismul cultural este un lucru pozitiv.
- „Reconsidering cultural imperialism theory” de Livingston A. White, Transnational Broadcasting Studies nr. 6, ediția de primăvară/vară 2001, care susține că ideea de imperialism mediatic este învechită. Arhivat în 3 decembrie 2016, la Wayback Machine.
- Academic Web page din 24 februarie 2000, care tratează ideea de imperialism cultural
- "Cultural Imperialism", discuție cu Linda Colley, Phillip Dodd și Mary Beard la BBC Radio 4 (In Our Time, 27 iunie 2002)